# Oamaru
Oamaru is een stad op het Zuidereiland van Nieuw-Zeeland. Het is de grootste stad van Noord-Otago en het centrum van een rijk boerenachterland. De stad heeft brede straten, goed onderhouden tuinen, musea, stranden, een kolonie dwergpinguïns (Little Blues vanwege hun blauwige vachtkleur) en een kolonie geeloogpinguïns en de best bewaard gebleven collectie historische openbare en commerciële gebouwen in Nieuw-Zeeland. Ze werden eind 19de eeuw gebouwd van Oamarusteen en zijn een herinnering aan de periode van welvaart toen pakhuizen en graanopslag net zo groot moesten zijn als de openbare gebouwen die eromheen stonden.
Oamaru is met name bekend dankzij de schrijfster Janet Frame. De naam betekent in de maoritaal schuilplaats van Maru.

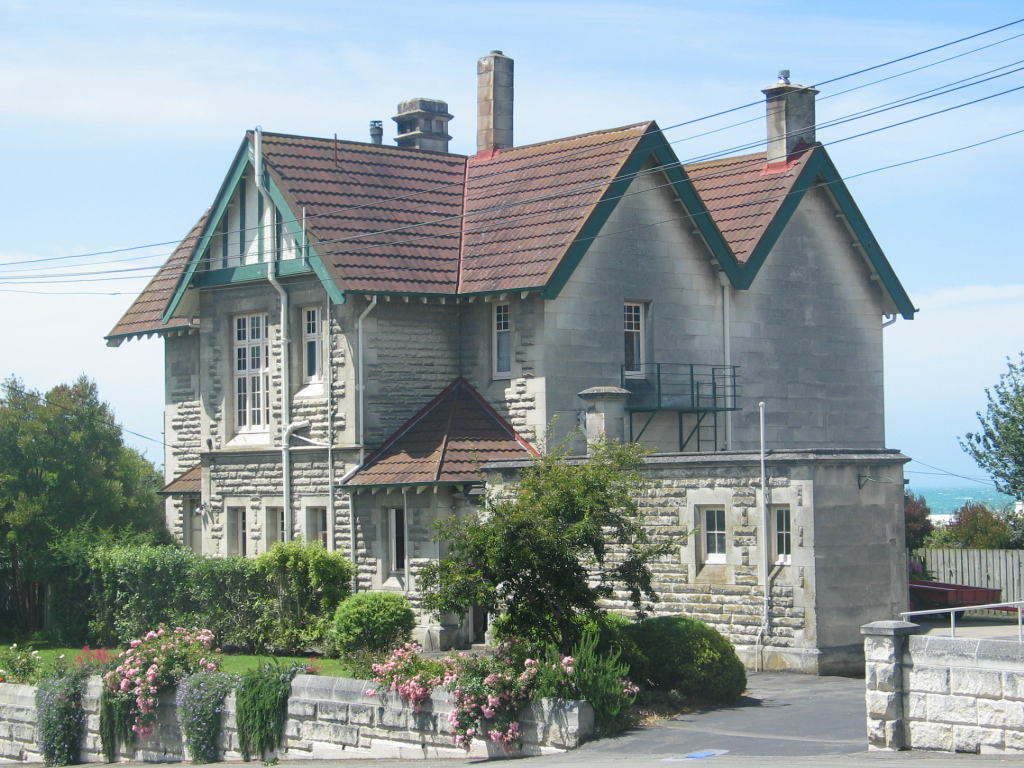
Huis gebouwd uit Oamarusteen